# جيهان سليمان
جيهان سليمان الخولي من مواليد القاهرة في 3 أبريل 1977 إعلامية وكاتبة ومذيعة ومؤلفة سيناريو مسرح وسينما عائله الخولي بطما بسوهاج ومرشحة لمجلس الشعب عام 2011.

## بداية حياتها
حصلت جيهان على ماجستير أعلام من جامعة القاهرة عام 2008. تعمل جيهان سليمان مذيعه بالتلفزيون المصري وقناة الحرة وكاتبه مقال اسبوعي في اليوم السابع وصوت الامه والوفد، وكاتبه سيناريو ولها مؤلفات كثيره منها نساء اغرب من الخيال وعلموني كيف احب والنقاب والاحباب ومذكرات عاشق وفي الطريق.

## مقالاتها
- من فضلك ركبي شنب
- استراحه - صوت الأمة
- المسكوت عنه في الميدان - صوت الأمة
- إلى شهريار - شهرزاد
- مقال رومانسي - اليوم السابع

## برامجها
- قضايا اقتصاديه
- عملن فيك ايه
- برنامج " back light "
- نبض الوطن
- صباح القاهرة - قناة القاهرة ( القناة الثالثة )

## مؤلفاتها
- نساء اغرب من الخيال (كتاب)
- علموني كيف احب (كتاب)
- النقاب والاحباب (كتاب)
- مذكرات عاشق (كتاب)
- النورس (فيلم)
- العشق السلفي (كتاب)
- حلاوه الروح (مسرحيه)
- تحت الأرض (كتاب)[1]

## أفلام تسجيلية
- حلم مصريه

## أهم الجوائز والتكريم
حصلت الكاتبه جيهان سليمان علي عده القاب وجوائز في حياتها العملية في اقسام كثيره في مجال الأعلام ومنها:
- لقب اصغر صحفيه في مصر عام 1983
- جائزه علي ومصطفي امين للصحافه عام 1985
- جائزه أفضل سيناريو (جائزة مؤسسة ساويرس للأدب المصري) عن تاليفها لفيلم النورس عام 2008
- جائزه أفضل مقال في دبي مجلة شهرذاد 2010

## تاريخها في ساحه العمل
عام 1983 لقبت جيهان سليمان بلقب أصغر صحفيه في مصر وافردت الصحف مقالات عنها لانها كانت اصغر من يعمل في الصحافة. ومن أشهر ما كتبت علي صفحات صباح الخير قاصره بين القاصرات وهي مغامره صحفيه خاضتها جيهان وحصلت علي جائزه مصطفي وعلي امين للصحافه.
تبناها الكاتب الكبير عبد القادر شهيب وكتبت في روز اليوسف موضوع حصل علي تكريم وهو من فضلك ركبي شنب. توالت التحقيقات الجريئة التي توقفت عندها الإعلامية الكبيرة سناء منصور وقامت بتقديم جيهان سليمان كمذيعه في الفضائية المصرية لتقدم برنامج جرئ حصل علي جائزه مهرجان التلفزيون الفضي بعنوان عملن فيك ايه مهنتك، وهو الذي كانت احدي حلقاته من داخل بئر الإعدام في لقاء عشماوي وجذبتها الفضائيات لتقدم علي قناه المحور برنامج " back light " والذي تناول فن صناعه أفلام الخيال العلمي والرعب.
وقامت أيضا جيهان سليمان علي قناه المحور بتاليف واخراج فيلم حلم مصريه الذي حصل علي جائزه الأفلام الوثائقيه وقدمت جيهان علي قناه الabc الاقتصادية برنامج قضايا اقتصاديه وكان من اعداد الكاتب الصحفي محمد بركه. شرفها الكاتب الصحفي والاعلامي الكبير خالد صلاح بكتابه مقال رومانسي في اليوم السابع موجه الي الرجل وكانت المرة الاولي التي تنضم فيها كاتبه رومانسيه الي اليوم السابع.
حنين جيهان لم تنقطع عن الكتابة فاستكتبتها أكبر وأهم الجرائد فكتبت في صوت الامه مقال اسبوعي بعنوان «استراحه» فتحت فيه اعتي ملفات الفساد ومقال «المسكوت عنه في الميدان» عرت فيه الكثير من الحقائق وحينما استكتبتها مجلة شهرزاد الاماراتيه لتكتب الصفحة الأخيرة بعنوان «الي شهريار».وظلت محتفظه بعشقها لقناه القاهرة التي التحمت من خلالها حينما كانت القناة الثالثة بالمواطن المصري البسيط بالاضافه الي عملها في قناه الحرة الفضائية.
خاضت تجربه الكتابة بشكل مختلف فقامت بتاليف ثلاثه كتب وهم «نساء اغرب من الخيال» و «علموني كيف احب» و «حكايه النقاب والاحباب»، بالاضافه الي اعداد دراسه ضخمه بعنوان «العشق السلفي» وحينما خاضت تجربه التاليف السينمائي للمره الاولي حصلت علي جائزه أفضل سيناريو عن فيلم «النورس» اخراج خالد يوسف بعد احداث الثورة.
جيهان سليمان تفوز بجائزه أفضل سيناريو لفيلم واقعي «النورس»... حكايه واقعيه عن العشق والجسد تؤمن بان الواقع أكبر مؤلف في الحياة كتبتها جيهان في فيلم. كانت التجربة الاولي بالنسبة لها ومع ذلك فازت بجائزه أفضل سيناريو في لجنه تحكيم تضم أهم رواد الدراما الكاتب وحيد حامد والكاتب رؤؤف توفيق والكاتب سمير عبد العظيم والكاتب سمير سيف.

## وصلات خارجية
- جيهان سليمان على موقع قاعدة بيانات الأفلام العربية
- موقع جيهان سليمان الشخصى
- جيهان سليمان على عرش نفرتيتي - فيديو «يوتيوب»
- جيهان سليمان تنجح في هدم اسم مصطفى بكرى سياسيا - فيديو «يوتيوب»
- حكايات النقاب والاحباب فيديو «يوتيوب»